# Maxim Cojocaru
Maxim Cojocaru (ur. 13 stycznia 1998 w Kiszyniowie) – mołdawski piłkarz występujący na pozycji pomocnika w mołdawskim klubie Sheriff Tyraspol. Były młodzieżowy i obecny seniorski reprezentant Mołdawii.

## Sukcesy

### Klubowe
Sheriff Tyraspol
- Mistrz Mołdawii: 2019, 2020/2021
- Zdobywca Pucharu Mołdawii: 2018/2019